# Luís Fernando Veríssimo

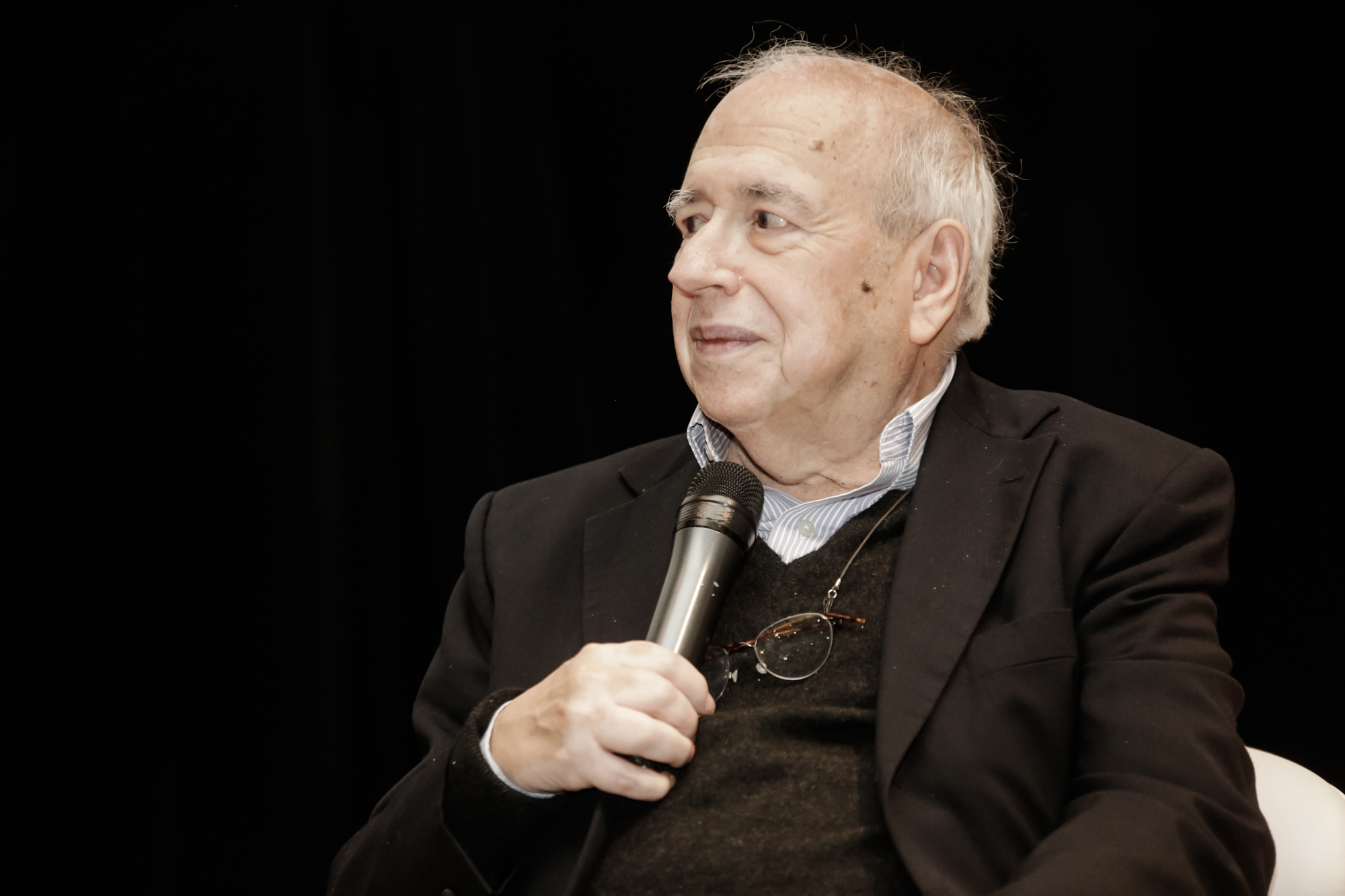
Luís Fernando Veríssimo (2018)

Luís Fernando Veríssimo (* 26. September 1936 in Porto Alegre) ist ein brasilianischer Schriftsteller, Kolumnist und Comicautor, der vor allem im literarischen Genre der Crônicas wirkte.

## Leben und Werk
Veríssimo wurde am 26. September 1936 als Sohn des Schriftstellers Érico Veríssimo (1905–1975) in Porto Alegre geboren. Teile seiner Kindheit verbrachte er in den Vereinigten Staaten, wo er die High School absolvierte. Beide Aufenthalte waren durch berufliche Verpflichtungen seines Vaters bedingt. Nach seinem Schulabschluss arbeitete er zunächst in Porto Alegre in der Grafik- und Kunstabteilung des Verlages Editora Globo und gelegentlich als  Übersetzer für englischsprachige Literatur. Anschließend war er zwischen 1962 und 1966 als Anzeigenredakteur in Rio de Janeiro beschäftigt, bevor er nach Porto Alegre zurückkehrte, um eine Stelle als Lektor und Anzeigenredakteur in der Zeitung Zero Hora anzunehmen. Daraus entwickelte sich eine schriftstellerische Karriere, die mit einer eigenen Kolumne in der Zero Hora ihren Anfang nahm und ihn später unter anderem zu den Zeitschriften O Globo, Jornal do Brasil und O Estado de S. Paulo führte.
Als Autor humoristischer Crônicas wurde Veríssimo bald überregional bekannt. Ab den 1970ern veröffentlichte er mehrere Sammelbänder dieser Crônicas; bekannt wurden besonders die Bände Comedias Da Vida Privada (1994) und Novas Comedias Da Vida Privada (1996), die als Vorlage für eine Fernsehserie dienten. Veríssimos Humor karikiert die brasilianische Gesellschaft und stellt oftmals die Abenteuer naiver Hauptfiguren innerhalb jener Gesellschaft in den Mittelpunkt. Häufig bedient er sich wiederkehrender Charaktere wie des Privatdetektivs Ed Mort, mit dem Veríssimo einen ersten Ausflug ins Genre der parodistischen Kriminalliteratur unternahm (Ed Mort e Outras Histórias, 1979). In diesem Genre folgten später fünf Kriminalromane; ebenso verfasste Veríssimo eine historische Liebeskomödie nach dem Vorbild von Shakespeares Was ihr wollt (A décima segunda noite, 2006). Ferner verantwortete er bis 1999 die Comicserie As Cobras, die in brasilianischen Tageszeitungen erschien und deren Zeichnungen er selbst beisteuerte. Insgesamt veröffentlichte der produktive Autor über 70 Werke.
Ein Porträt in der portugiesischen Tageszeitung Público stellte Veríssimo 2009 als einen „der größten brasilianischen Humoristen“ vor; Doris Wieser nannte ihn 2012 in ihrem Überblickswerk zum lateinamerikanischen Kriminalroman „neben Rubem Fonseca [...] der bedeutendste zeitgenössische Kriminalschriftsteller Brasiliens“. Die Kriminalromane des Schriftstellers seien „experimentell, humorvoll und nur lose an den gesellschaftlichen Kontext rückgebunden“. Generell in der Öffentlichkeit mit Äußerungen abseits seines schriftstellerischen Werkes eher zurückhaltend, gab er anlässlich seines 80. Geburtstags im Jahr 2016 eine Reihe von Interviews. Nach einem Schlaganfall im Januar 2021 stelle er das Schreiben ein; bis dahin hatte er noch regelmäßig neue Crônicas verfasst. Neben seiner Karriere als Schriftsteller trat er ab und an auch als Saxophonist in Erscheinung; das Instrument hatte er während seiner Kindheitsjahre in den Vereinigten Staaten erlernt. Zeitweilig war er Mitglied der Musikgruppe Renato e seu Sexteto. Veríssimo ist verheiratet und Vater mindestens eines Kindes.

## Ehrungen
- 1982: Prêmio Abril de Humor Jornalístico[3]
- 1983: Prêmio Abril de Humor Jornalístico[3]
- 1989: Prêmio Direitos Humanos[3]
- 1991: Prémio de Isenção Jornalística[3]
- 1994: Prêmio Direitos Humanos[3]
- 1996: Medalha Chico Mendes de Resistência[3]
- 1996: Prêmio de Formador de Opinião[3]
- 1996: Prêmio Juca Pato / Intelectual do ano („Intellektueller des Jahres“)[3]
- 2004: Cidadão Emérito de Porto Alegre[9]
- 2013: Prêmio Jabuti in der Kategorie Livro do Ano de Ficção für Diálogos Impossíveis[10]
- 2019: Prêmio Centro Cultural da UFRGS[11]
- 2019: Prêmio ARI/Banrisul de Jornalismo[12]

## Werke (Auswahl)
Crônica-Sammelbände
- O Popular: São Crônicas ou Coisa Parecid. José Olympio, Rio de Janeiro 1973.
- A Grande Mulher Nua: Crônicas. José Olympio, Rio de Janeiro 1975.
- Amor Brasileiro: Crônicas. L&Pm Editores, Porto Alegre 1977.
- O Rei do Rock: Crônicas. RBS/Editora Globo, 1978.
- Ed Mort e Outras Histórias. L&Pm Editores, Porto Alegre 1979.
- Sexo na Cabeça. L&Pm Editores, Porto Alegre 1980.
- O Analista de Bagé. L&Pm Editores, Porto Alegre 1981.
- A Mesa Voadora. Globo, 1982.
- Outras do Analista de Bagé. L&Pm Editores, Porto Alegre 1982, ISBN 85-254-0629-5.
- O Gigolô das Palavras: Crônicas. L&Pm Editores, Porto Alegre 1982.
- A Velhinha de Taubaté. L&Pm Editores, Porto Alegre 1983.
- A Mulher do Silva. L&Pm Editores, Porto Alegre 1984, ISBN 85-254-0340-7.
- A Mãe de Freud. L&Pm Editores, Porto Alegre 1985.
- O Marido do Doutor Pompeu. L&Pm Editores, Porto Alegre 1987, ISBN 85-254-0144-7.
- Zoeira. L&Pm Editores, Porto Alegre 1987.
- Noites do Bogart. 1988.
- Orgias. L&Pm Editores, Porto Alegre 1989.
- Pai Não Entende Nada. L&Pm Editores, Porto Alegre 1990.
- Peças Íntimas. L&Pm Editores, Porto Alegre 1990.
- O Santinho. L&Pm Editores, Porto Alegre 1991.
- Humor Nos Tempos Do Collor. L&Pm Editores, Porto Alegre 1992.
- O Suicida e o Computador. L&Pm Editores, Porto Alegre 1992.
- Comedias Da Vida Privada: 101 Cronicas Escolhidas. L&Pm Editores, Porto Alegre 1994, ISBN 85-254-0437-3.
- Comédias da vida pública: 266 crônicas datadas. L&Pm Editores, Porto Alegre 1995, ISBN 85-254-0504-3.
- Novas Comedias Da Vida Privada: 123 Cronicas Escolhidas. L&Pm Editores, Porto Alegre 1996, ISBN 85-254-0582-5.
- A Versao Dos Afogados. Novas Comedias Da Vida Publica. L&Pm Editores, Porto Alegre 1997, ISBN 85-254-0785-2.
- As Noivas do Grajau. Mercado Aberto, Porto Alegre 1999, ISBN 85-280-0484-8.
- Todas as Comédias. L&Pm Editores, Porto Alegre 1999.
- Aquele estranho dia que nunca chega. Objetiva, Sao Paulo 1999, ISBN 85-7302-275-2.
- Histórias brasileiras de verão. Objetiva, Sao Paulo 1999, ISBN 85-7302-274-4.
- As Mentiras Que Os Homens Contam. Objetiva, Sao Paulo 2000, ISBN 85-7302-338-4.
- Comedias Para Se Ler Na Escola. Objetiva, Sao Paulo 2001, ISBN 85-7302-351-1.
- Todas as histórias do analista de Bagé. Objetiva, Sao Paulo 2002, ISBN 85-7302-464-X.
- Banquete com os deuses. Objetiva, Sao Paulo 2003, ISBN 85-7302-515-8.
- O melhor das comédias da vida privada. Objetiva, Sao Paulo 2004, ISBN 85-7302-617-0.
- A Mancha. Companhia das Letras, Sao Paulo 2004, ISBN 85-359-0472-7.
- Mais comédias para ler na escola. Objetiva, Sao Paulo 2008, ISBN 978-85-7302-515-6.
- O mundo é bárbaro e o que nós temos a ver com isso. Objetiva, Sao Paulo 2008, ISBN 978-85-7302-913-0.
- Time dos Sonhos: Paixão, Poesia e Futebol. Objetiva, Sao Paulo 2008, ISBN 978-85-390-0057-9.
- Em algum lugar do paraíso. Objetiva, Sao Paulo 2011, ISBN 978-85-390-0297-9.
- Diálogos impossíveis. Objetiva, Sao Paulo 2012, ISBN 978-85-390-0413-3.
- Os últimos quartetos de Beethoven. Objetiva, Sao Paulo 2013, ISBN 978-85-390-0521-5.
- Amor Verissimo. Objetiva, Sao Paulo 2014, ISBN 978-85-390-0546-8.
- As mentiras que as mulheres contam. Objetiva, Sao Paulo 2015, ISBN 978-85-390-0712-7.
- Informe do planeta azul: E outras histórias. Boa Companhia, 2018, ISBN 978-85-65771-15-3.

Prosa
- O jardim do diabo. L&Pm Editores, Porto Alegre 1988, ISBN 85-254-0180-3.
- Gula – O clube dos anjos. Objetiva, Sao Paulo 1998, ISBN 85-7302-224-8.
- Borges e os orangotangos eternos (= Literatura ou Morte. Band 6). Companhia das Letras, Sao Paulo 2000, ISBN 85-359-0058-6.
- O Opositor. Objetiva, Sao Paulo 2004, ISBN 85-7302-643-X.
- A décima segunda noite. Objetiva, Sao Paulo 2006, ISBN 85-7302-813-0.
- Os espiões. Alfaguara, 2009, ISBN 978-85-60281-99-2.

Kinderliteratur
- Festa De Criança. Editora Ática, Sao Paulo 2000, ISBN 85-08-07646-0.
- As gêmeas de moscou. Companhia das Letrinhas, Sao Paulo 2016, ISBN 978-85-7406-734-6.

Bonmots
- Marcelo Dunlop (Hrsg.): Verissimas: Frases, reflexões e sacadas sobre quase tudo. Objetiva, Sao Paulo 2016, ISBN 978-85-470-0019-6.

Gesamtausgaben
- Verissimo antológico: Meio século de crônicas, ou coisa parecida. Objetiva, Sao Paulo 2020, ISBN 978-85-470-0105-6.